# Saint-Tropez
Saint-Tropez (wym. [sɛ̃ tʁɔpe]) – miejscowość i gmina we Francji, w regionie Prowansja-Alpy-Lazurowe Wybrzeże, w departamencie Var.
Według danych na rok 2006 gminę zamieszkiwało 5690 osób, a gęstość zaludnienia wynosiła 515 osób/km² (wśród 963 gmin regionu Prowansja-Alpy-Lazurowe Wybrzeże Saint-Tropez plasuje się na 121. miejscu pod względem liczby ludności, natomiast pod względem powierzchni na miejscu 664).

## Zabytki i obiekty turystyczne
- Cytadela w Saint-Tropez – twierdza z XVI/XVII wieku, obecnie muzeum morskie
- Kościół Wniebowzięcia Matki Bożej w Saint-Tropez – kościół parafialny
- Musée de l’Annonciade – muzeum sztuki
- Muzeum Żandarmerii i Kina w Saint-Tropez – muzeum w dawnym budynku żandarmerii
- Kaplica św. Anny w Saint-Tropez – kaplica wotywna
- Latarnia morska w Saint-Tropez – latarnia morska z XIX wieku, odbudowana w XX wieku
- Cmentarz morski w Saint-Tropez – cmentarz miejski nad brzegiem Morza Śródziemnego
- Café Sénéquier – kawiarnia w porcie, założona w 1887
- Mury miejskie w Saint Tropez – pozostałości dawnych murów miejskich z XVI wieku
- Pampelonne – plaża położona na południe od Saint-Tropez

## W kulturze popularnej
- Miejscowość jest głównym miejscem akcji filmu Żandarm z Saint-Tropez oraz większości kontynuacji tegoż dzieła.

## Galeria

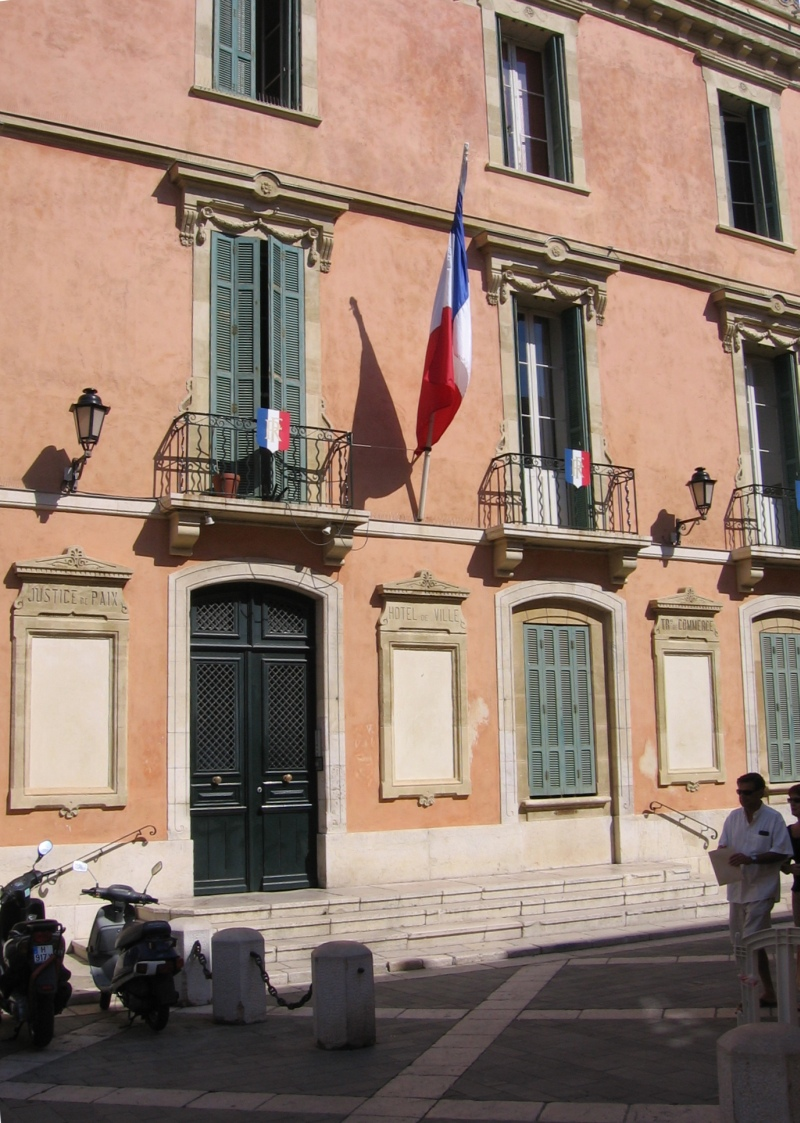
Ratusz
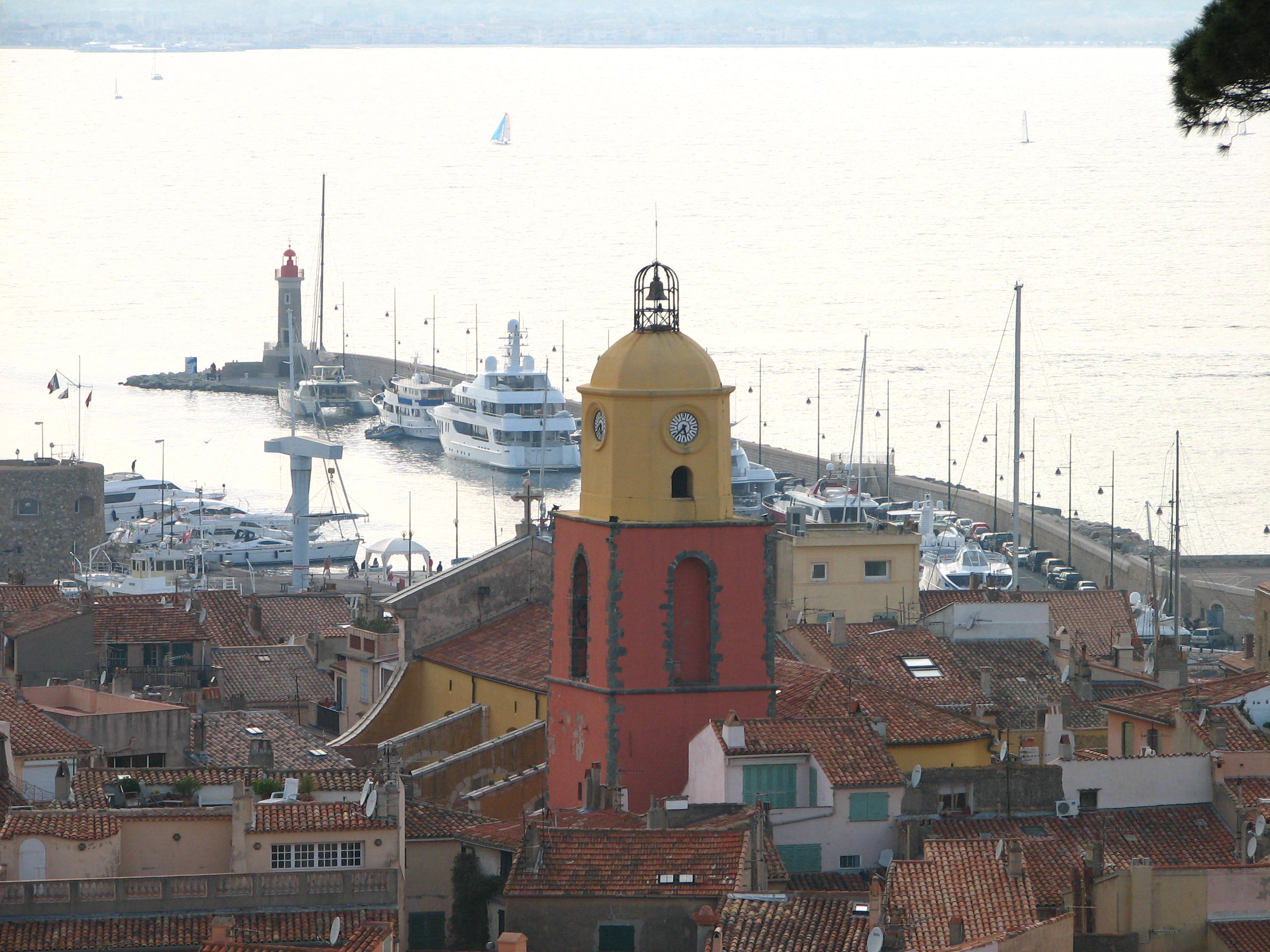
Saint Tropez, widok z cytadeli
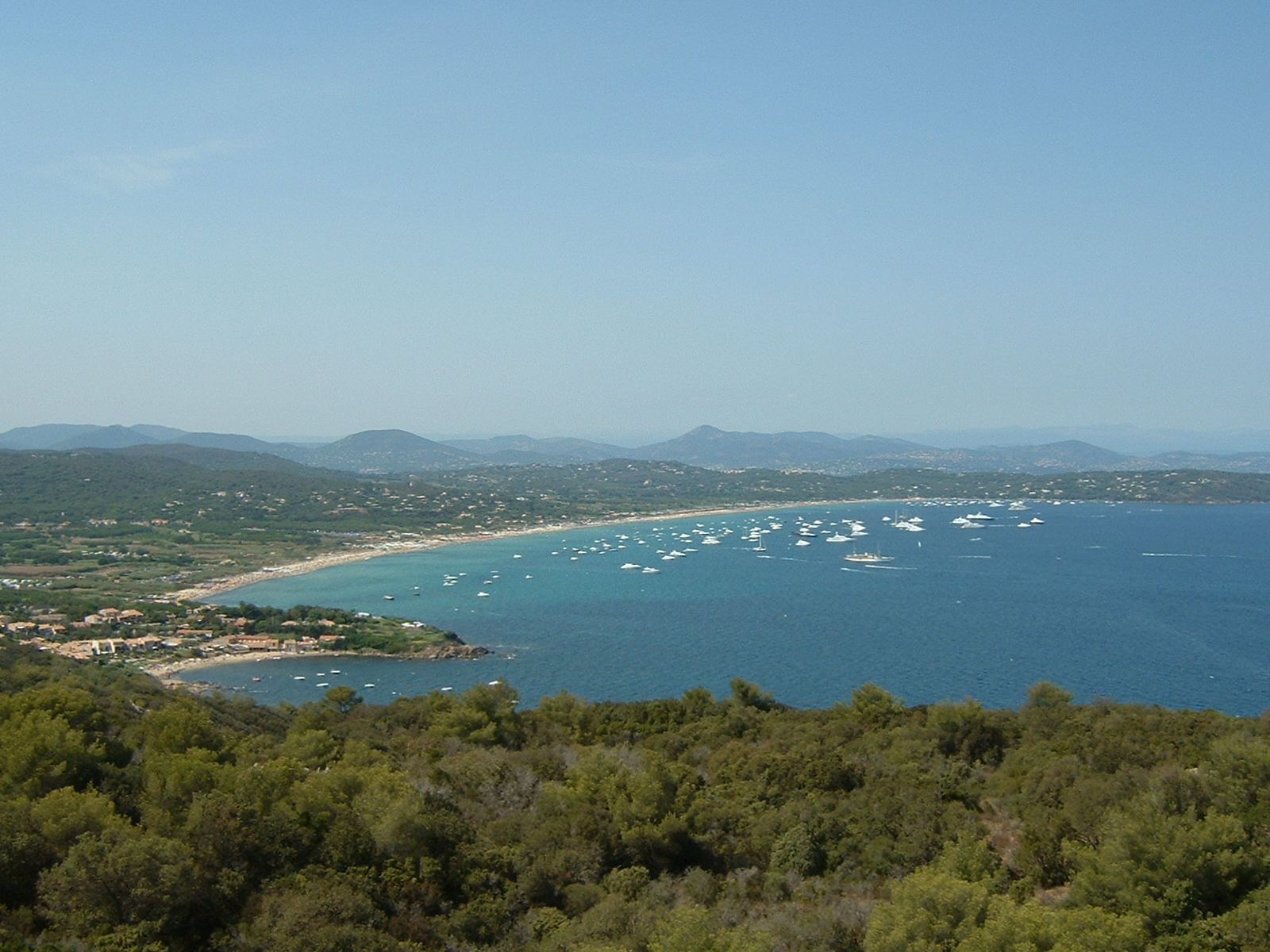
Plaża Pampelonne